# Jean-Auguste de Saxe-Gotha-Altenbourg
Jean Auguste de Saxe-Gotha-Altenbourg (né à Gotha le 17 février 1704 et décédé à Stadtroda, le 8 mai 1767 est un membre de la famille de Saxe-Gotha-Altenbourg.
Il est le cinquième fils de Frédéric II de Saxe-Gotha-Altenbourg et de Madeleine-Augusta d'Anhalt-Zerbst.

## Biographie
En 1725 il entre dans l'armée impériale et se bat en Italie et en Hongrie. À la bataille de Grocka, il est blessé et passe quelque temps à Altenbourg pour s'en remettre. Il participe à la Guerre de Succession d'Autriche en Silésie, Bohême, Bavière et sur le Rhin. Il devient feld-maréchal et commande un régiment de dragons.
Il est décoré de l'Ordre de l'Aigle blanc.

## Famille
Il se marie à Stadtroda le 6 janvier 1752 avec Louise Reuss de Schleiz (pt) (née à Staffelstein le 3 juillet 1726 et décédée à Stadtroda le 28 mai 1773), veuve de son jeune frère, Christian Guillaume. Ils ont deux enfants:
- Augusta de Saxe-Gotha-Altenbourg (pt) (née à Stadtroda le 30 novembre 1752 et décédée à Rudolstadt le 28 mai 1805), mariée le 28 novembre 1780 à Frédéric-Charles de Schwarzbourg-Rudolstadt.
- Louise de Saxe-Gotha-Altenbourg (1756-1808) (née à Stadtroda le 9 mars 1756 et décédée à Ludwigslust le 1er janvier 1808), mariée le 1er juin 1775 à Frédéric-François Ier de Mecklembourg-Schwerin.